# Pierre Seel
Pierre Seel (Haguenau, 16 d'agost de 1923 - Tolosa de Llenguadoc, 25 de novembre de 2005) és l'única víctima francesa que ha atestat sobre la seva experiència durant la deportació per homosexualitat durant la Segona Guerra Mundial.

## Orígens
Pierre, nascut al castell familiar de Fillate a Haguenau, era el cinquè i últim fill d'una rica família catòlica alsaciana. Als onze anys va descobrir que la seva germana menor, Josephine (anomenada Fifine), era de fet la seva cosina, adoptada pel seu pare quan va morir la mare de la nena. El seu pare regentava una fleca-pastisseria de molt d'èxit en el número 46 de la rue du Sauvage, el carrer principal, a Mulhouse. La seva mare, Emma Jeanne, que havia estat cap d'uns grans magatzems, es va unir al negoci familiar quan es va casar. Cap al final de la seva adolescència, Pierre Seel era part de les subcultures gai i zazou de Mulhouse. Creia que la seva homosexualitat havia estat causada per la moral catòlica repressiva de la seva família, que li va prohibir mostrar interès per les noies de la seva edat quan era més jove. Li va ser difícil acceptar la seva homosexualitat i es descriu a si mateix com a irascible.
En 1939, quan tenia 16 anys, mentre es trobava en uns jardins públics, els Square Steinbach, coneguts per ser lloc de relacions per a homes, li van robar el rellotge, un regal que li havia donat la seva àvia per la seva recent comunió. En denunciar el robatori a la policia, sense que ell ho sabés, es va afegir el seu nom a la llista d'homosexuals que mantenia la policia (l'homosexualitat no havia estat il·legal a França des de 1792 i només va ser re-criminalitzada pel Règim de Vichy en 1942).
La invasió alemanya va desfer les esperances de Seel d'estudiar fabricació de teixits a Lilla. Va completar la seva formació en comptabilitat, decoració i vendes, i va buscar un treball de venedor en una botiga del veïnat.

## A Schirmeck-Vorbrück
El 3 de maig de 1941 Seel va ser arrestat. Va ser torturat i violat amb una regla de fusta trencada. Després va ser enviat a la presó de la ciutat abans de ser transferit el 13 de maig de 1941 al camp de Schirmeck-Vorbrück, a 30 km a l'oest d'Estrasburg. El seu vestit de presoner estava marcat amb una barra blava, que indicava als presoners catòlics i asocials, en comptes del conegut triangle rosa, que no s'emprava a Schirmeck.
En el seu llibre comenta:
| «             | No hi havia solidaritat per als presoners homosexuals; pertanyien a la casta més baixa. Altres presoners, fins i tot quan estaven sols, solien emprar-los de blanc. | » |
| — Pierre Seel | |   |

| «             | […] però ajorno relatar el que va ser la meva pitjor prova, quan, de fet, va ocórrer en les primeres setmanes d'estar presoner en el camp. Va contribuir més que qualsevol altra cosa a convertir-me en aquesta ombra silenciosa i obedient. Un dia els altaveus ens van ordenar anar immediatament a l' Appellplatz. Crits i lladrucs significava que tots hi vam ser ràpidament. Envoltats per homes de les SS, havíem de formar un quadrat i esperar ferms, com fèiem durant els recomptes del matí. El comandant era present amb tot el seu personal principal. Vaig creure que ens anaven a bastonejar de nou amb la seva fe cega en el Reich, juntament amb una llista d'instruccions, insults i amenaces — emulant les famoses verborrees del seu senyor, Adolf Hitler. Però la situació era molt pitjor: una execució. Dos homes de les SS van portar a un jove fins al centre del quadrat que formàvem. Horroritzat vaig reconèixer a Jo, el meu dolç amic de 18 anys. No l'havia vist anteriorment al camp. Havia arribat abans o després que jo? No ens havíem vist en els dies anteriors a la meva detenció per la Gestapo. No em podia moure de terror. Havia resat perquè aconseguís escapar de les seves batudes, les seves llistes, les seves humiliacions. I aquí estava, davant els meus ulls impotents, que es van omplir de llàgrimes. Al contrari que en el meu cas, ell no havia transportat cartes perilloses, destruït posters o signat cap declaració. I no obstant això, l'havien atrapat i anava a morir. Les llistes estaven realment completes. Que havia passat? De que l'havien acusat els monstres? La meva pena m'ha fet oblidar per complet el contingut de la seva sentència de mort. Llavors, els altaveus van emetre algun tipus de música clàssica alta mentre els homes de la SS el despullaven. Violentament li van posar una galleda de llanda sobre el cap. Van atiar feroços pastors alemanys sobre ell: els gossos guardians primer el van mossegar a l'engonal i els panxells, després el van devorar davant de nosaltres. Els seus crits de dolor van ser ampliats i distorsionats per la galleda de llanda en la que el seu cap va romandre atrapat. El meu cos rígid trontollava, els meus ulls de bat a bat per tant d'horror, llàgrimes corrien per les meves galtes, resava ferventment que es desmaiés aviat. Des de llavors, encara em desperto sovint cridant enmig de la nit. Durant més de cinquanta anys aquesta escena s'ha repetit incessantment davant els ulls de la meva ment. Mai oblidaré el bàrbar assassinat del meu amor — davant els meus ulls, davant els nostres ulls, perquè hi havia centenars de testimonis [...] | » |
| — Pierre Seel | |   |

El 6 de novembre de 1941, després de mesos de fam, maltractaments i treballs forçats, Pierre Seel va ser alliberat sense explicació i declarat ciutadà alemany. Karl Buck, comandant del camp, li va fer jurar silenci sobre les seves experiències. Havia de presentar-se diàriament a les oficines de la Gestapo.

## La resta de la Guerra
Entre el 21 de març i el 26 de setembre de 1942 Pierre Seel va ser forçat a unir-se al Reichsarbeitsdienst per rebre entrenament militar. Primer va ser enviat a Viena com a ajuda de camp d'un oficial alemany. Després, a l'aeroport militar de Gütersloh, prop de la frontera entre Alemanya i els Països Baixos.
El 15 d'octubre de 1942 va ser incorporat a la Wehrmacht i es va convertir en un dels «malgré-nous» (malgrat nosaltres mateixos), joves d'Alsàcia i Lorena que van ser reclutats en contra de la seva voluntat per l'exèrcit alemany i que van haver de lluitar amb els seus enemics contra la gent que secundaven. Durant els següents tres anys va viatjar arreu d'Europa sense gaire record d'esdeveniments, llocs i dates. Va ser enviat a Iugoslàvia. Mentre lluitava contra la resistència local, ell i els seus companys soldats cremaven pobles habitats només per dones i nens. Un dia es va trobar enfront d'un partisà que li va trencar la mandíbula i com a conseqüència va perdre una dent. Ferit, va ser enviat a Berlín per un lloc administratiu.
En la primavera de 1943, per al seu desconcert, Seel va ser enviat a Pomerània, a un Lebensborn. Un d'una dotzena de llocs en el Reich que Himmler havia creat, dedicat a la procreació de la nova raça pura. Parelles joves i sanes eren animades a procrear i donar els seus fills al Reich. Només va estar uns pocs dies.
A l'estiu de 1943, es va unir com a voluntari al Reichsbank i es va convertir en caixer als trens de soldats de permís entre Belgrad i Tessalònica. Això va acabar amb l'atac del 20 de juliol de 1944 contra Hitler, que va demandar un reforç de l'autoritat. Seel va acabar ajudant a la població civil en els refugis de Berlín durant un atac dels aliats que va durar quaranta dies i nits.
Mentre que les coses empitjoraven per al Reich, Seel va ser enviat a Smolensk al front rus. Després de permetre que el cavall de l'oficial al que servia s'escapés, va ser enviat a una posició perillosa, només amb un altre alsacià. L'enemic disparava sobre ells i el seu company va morir de seguida. Va passar allí tres dies, pròxim a la bogeria, pensant que l'havien oblidat.
Segons s'anava fent imminent la desfeta alemanya, el seu comandant el va convidar a desertar amb ell. Poc després van matar l'oficial i Seel es va trobar sol, decidint rendir-se a les tropes soviètiques, seguint-les cap a l'oest. En algun lloc de Polònia va ser arrestat i van intentar afusellar-lo com a part d'una venjança per l'assassinat d'un oficial. Va salvar la vida fent un pas al capdavant de l'escamot d'afusellament i cantant La Internacional.
A Polònia, Seel es va separar de les tropes soviètiques i es va unir a un grup de supervivents d'un camp de concentració que havien de ser repatriats a França. La Creu Roja es va fer càrrec i va organitzar un comboi. El comboi, no obstant això, no va anar cap a l'est, sinó cap al sud, a través d'Odessa i el mar Negre, en condicions sanitàries terribles. El 8 de maig de 1945, dia de l'armistici, Seel encara estava a Polònia. A Odessa, es va fer càrrec del camp de refugiats en el que estava, contraient malària. Allí li van aconsellar canviar de nom a Celle i ocultar el fet que era alsacià, dient que era de Belfort.
Després d'una llarga espera al vaixell a Odessa, Pierre Celle va arribar a París el 7 d'agost de 1945, després d'un viatge amb tren per mitjana Europa, via Romania, Alemanya, els Països Baixos i Bèlgica. De nou, Seel va ser requerit per a un treball administratiu, en aquest cas la revisió de les llargues llistes de refugiats que havien de ser enviats a casa.
Finalmente, al llegar a Mulhouse, Pierre Seel se dio cuenta de que debería mentir sobre su verdadera historia, como todos los demás, mentir sobre las razones de su deportación.
| «             | Ja estava censurant memòries i em vaig adonar que, malgrat les meves expectatives, malgrat tot el que havia imaginat, de la llargament esperada alegria del retorn, el veritable alliberament era per a una altra gent. | » |
| — Pierre Seel | |   |

## Després de la Guerra
A la fi de la Guerra, el govern de De Gaulle va netejar el codi penal francès, eliminant sobretot les lleis antisemites. No obstant això, l'article contra l'homosexualitat es va mantenir i va ser reforçat el 1962. No va ser fins a 1981 que l'homosexualitat va deixar de ser il·legal a França.
Això significava per a les víctimes que tornaven, que la possibilitat de contar la seva història estava limitada per la por a una major estigmatització i una possible denúncia. En el seu llibre, Seel també denuncia l'increment de atacs homofòbics a Mulhouse després de la Guerra. En la seva pròpia família, Seel va trobar una reacció negativa cap a la seva homosexualitat. Els seus parents més pròxims van decidir evitar el tema, mentre que altres membres de la seva família feien acudits humiliants. El seu padrí el va desheretar.
Després de començar a treballar com a encarregat de magatzem en un magatzem de teles, Seel va crear una associació per a ajudar a les famílies pobres locals, associació que els donava roba i menjar. També es va encarregar de la seva mare anciana i malalta, l'única persona amb la que va aconseguir la suficient proximitat per elatar-li la seva experiència. Durant quatre anys, els que Seel anomena "anys de la vergonya", va portar una vida de dolorosa tristesa, durant els quals va gestar la seva decisió de renunciar a l'homosexualitat. Seguint els passos dels seus pares, es va dirigir a una agència de contactes i el 21 d'agost de 1950 es va casar pel civil amb la filla d'un exiliat espanyol; les noces religioses es va realitzar el 30 de setembre de 1950 a Saint-Ouen. Va decidir no explicar-li a la seva esposa res sobre la seva homosexualitat.
El seu primer fill va néixer mort, però van tenir dos fills més (1952 i 1954) i una filla (1957). En 1952, per al naixement del seu segon fill, es van traslladar a Vallée de Chevreuse, prop de París, on Seel va obrir una botiga de teles que no va tenir èxit. Aviat va haver de buscar treball en una gran companyia tèxtil parisenca. La família participava en la comunitat catòlica local. Se sentia lluny dels seus fills, ja que no sabia com expressar-los el seu amor sense que fos mal interpretat. La dècada de 1960 va oferir poca estabilitat a la família, amb trasllats a Blois, Orleans, Compiègne, Ruan i de tornada a Compiègne, segons canviava el treball de Seel. Això va augmentar les tensions dins del matrimoni.
En 1968 es va veure atrapat quatre dies a la Sorbona quan va ser enviat com a observador per l'associació de pares local. Més tard va ser detingut a Tolosa de Llenguadoc sota sospita d'incitar les protestes dels joves, quan va anar a fer una cop d'ull al pis que havien aconseguit gràcies al nou treball de la seva dona a l'administració. La família es va assentar finalment a Tolosa.
Els següents deu anys van ser d'una lenta destrucció de Seel. Sentiments de ser inadequat com a pare i espòs, vergonya pel seu secret, confusió sobre la seva sexualitat, van contribuir al fet que s'anés allunyant de la seva esposa. Es van separar el 1978, quan Seel, deprimit, ja estava sota tranquil·litzants. Sentint-se al límit de la bogeria, conscient que el seu intent de viure una vida «normal» havia estat inútil, va començar a beure i va considerar la possibilitat de convertir-se en un rodamon, dormint al carrer tres vegades per «provar». Després que els seus fills l'amenacessin amb no veure'l mai més si no deixava de beure, va començar a visitar un grup d'autoajuda.
En 1979, mentre treballava per a una companyia asseguradora, quan encara estava intentant reconciliar-se amb la seva esposa, va participar en un debat en una llibreria local per al llançament en francès del testimoniatge de Hans Heger, Die Männer mit dem rosa Winkel (Els homes del triangle rosa). Després del debat, Seel es va trobar amb els tertulians, que van aprofitar l'ocasió de parlar amb un deportat francès supervivent. Es va preparar una trobada l'endemà que va marcar el renéixer de Seel.
Es va unir al grup local de David et Jonathan, un grup gai cristià que li va permetre contar la seva història i trobar-se amb altres persones. El 9 d'abril de 1989 va tornar als camps de Schirmeck i Struthof per primera vegada. Va passar aproximadament 12 anys de la seva vida amb el seu company Eric Feliu amb quicriava gossos a Tolosa, la qual cosa el va ajudar a superar la por als gossos que havia desenvolupat arran de la mort de Jo.
Va morir de càncer el 25 de novembre de 2005 i està enterrat a Bram, al departament de l'Aude.

## Denúncia
El testimoni recollit per Jean-Pierre Joecker (fundador i director de la revista gai Masques) va ser publicat anònimament en l'edició especial dedicada a l'obra Bent, en 1981.
L'abril del 1982, com a resposta a unes declaracions i accions homòfobes del bisbe d'Estrasburg, Léon Elchinger, va decidir parlar públicament i, després d'una pausa per a reflexionar, va escriure una carta oberta al bisbe el 18 de novembre. Simultàniament va fer circular el text entre la seva família. La carta va ser publicada en el número 47 de Gai Pied hebdo, l'11 de desembre. Al mateix temps va començar el procediment oficial per a rebre una compensació de l'estat. En 1994 va publicar el llibre Moi, Pierre Seel, déporté homosexuel". Va aparèixer en la televisió i la premsa nacional.
Això i la seva continuada campanya, secundada per uns pocs militants, va aconseguir a poc a poc i tardanament el reconeixement de l'Estat francès dels deportats homosexuals. Lionel Jospin, primer ministre en l'època, ho va esmentar el 26 d'abril de 2001. En 2003, Seel va rebre finalment el reconeixement oficial com a víctima del Holocaust del programa d'ajuda a les víctimes nazis de l'Organització Internacional de Migració. El 2003 també es va formar l'associació Les "Oublié (e) s" de la Mémoire per a reivindicar les víctimes gais i lesbianes durant l'ocupació nazi.
A l'abril de 2005, el president de la república, Jacques Chirac, durant el seu discurs durant la "Journée nationale du souvenir des victimes et des héros de la déportation" va dir:
| « | A Alemanya, però també en territori francès, homes i dones la vida personal de les quals va ser discriminada, estic pensant en els homosexuals, van ser perseguits, arrestats i deportats | » |

El 2007 es va donar el nom de Pierre Seel a un carrer a Tolosa, i després a París, al barri del Marais.

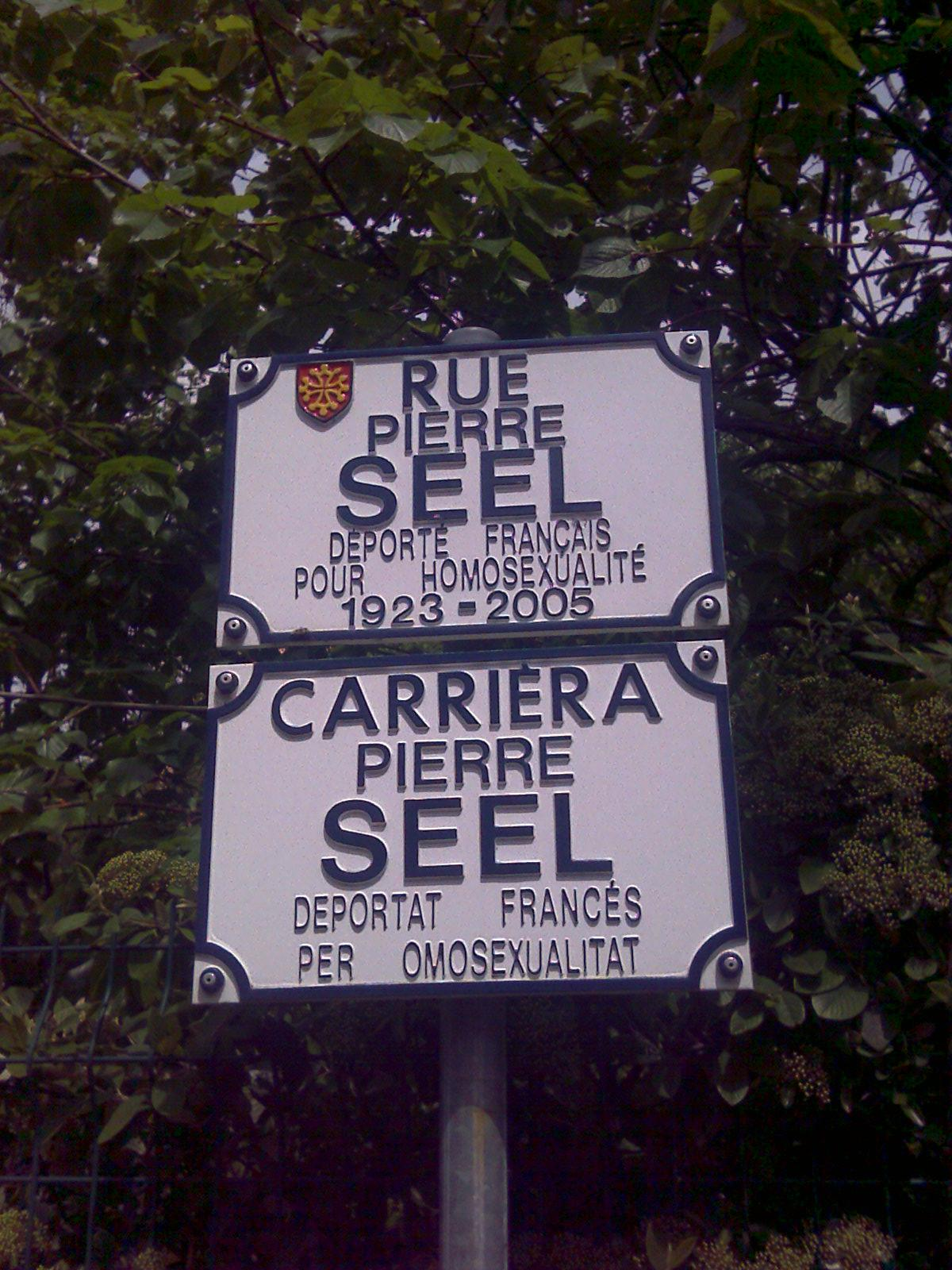
Plaques del carrer Pierre Seel, a Tolosa

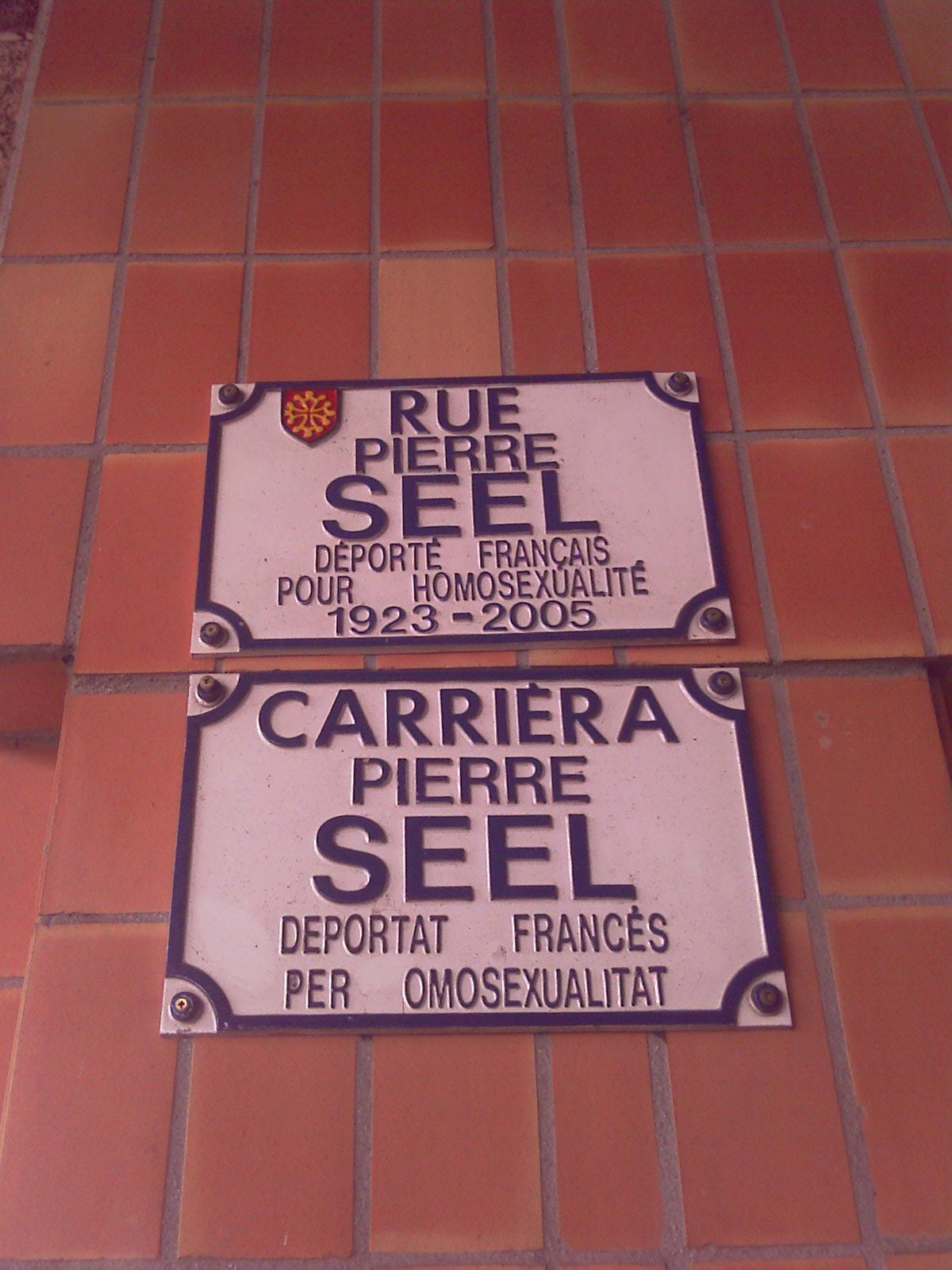
Altre aspecte de les plaques del carrer Pierre Seel, a Tolosa

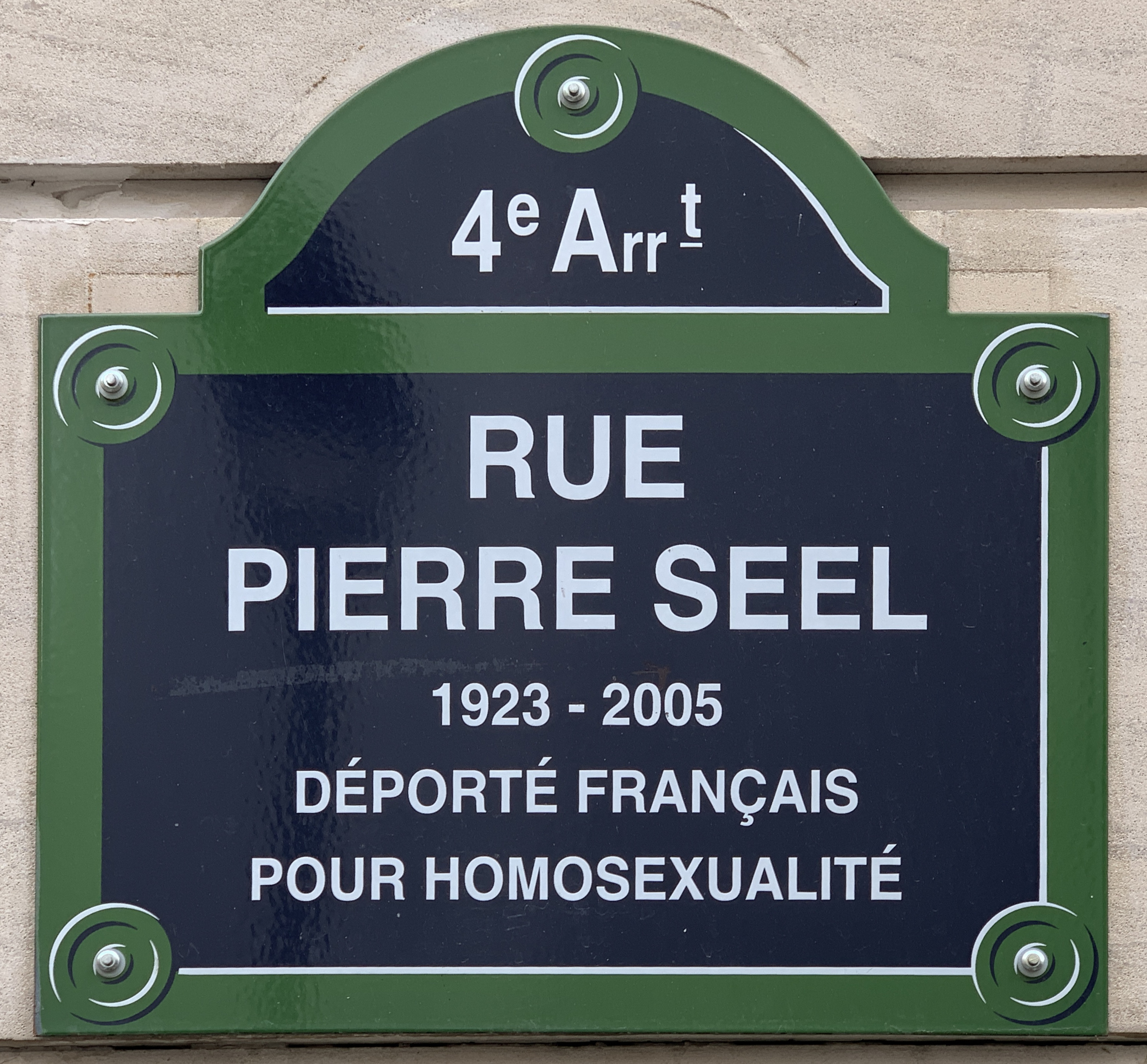
Carrer Pierre Seel, a París.

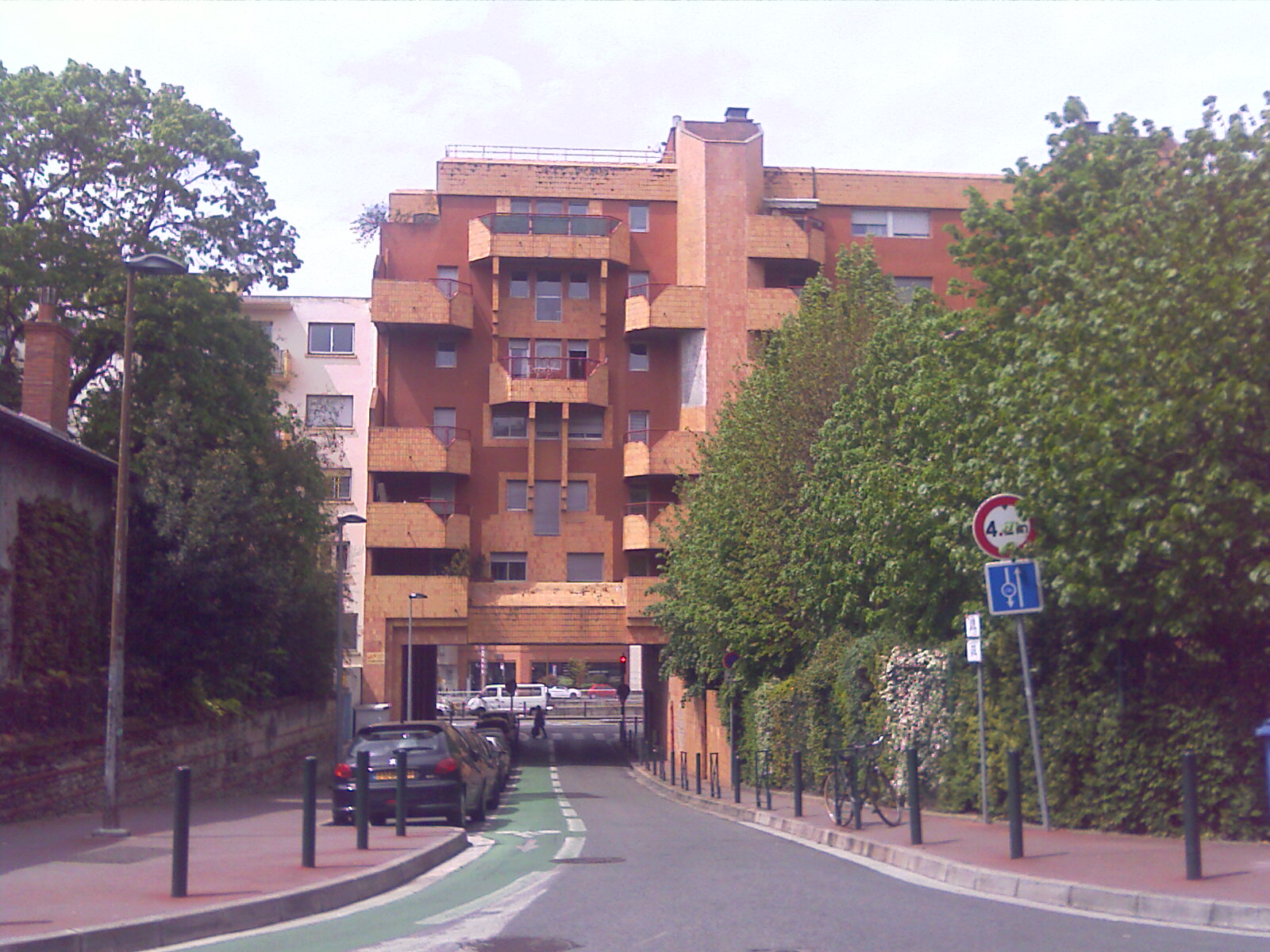
Carrer Pierre Seel, a Tolosa

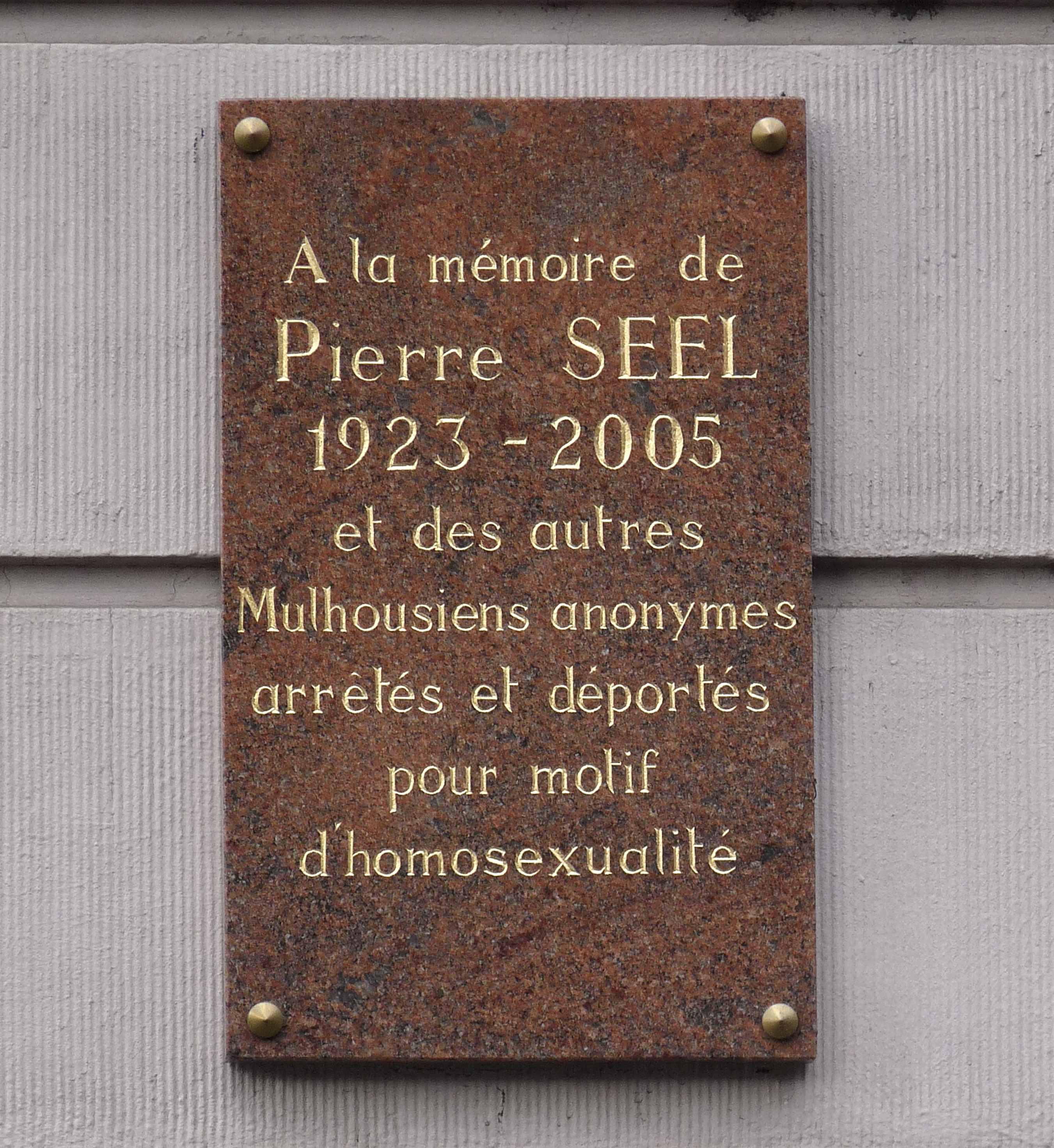
Placa commemorativa en una façana del Teatre Municipal de Mulhouse

Malgrat tot el que va haver de suportar, Pierre Seel encara es va veure atacat en les dècades de 1980 i 1990, rebent fins i tot amenaces de mort. Després d'aparèixer en la televisió nacional, va ser atacat i colpejat per uns joves (Seel va declarar haver-se sorprès que no fossin skinheads, sinó més aviat burgesos) cridant insults homòfobs. Catherine Trautmann, futura ministra de cultura socialista i en l'època alcalde d'Estrasburg, es va negar en una ocasió a encaixar-li la mà en una cerimònia commemorativa.
Quan es va assabentar de la veritat sobre la seva deportació, la seva esposa va decidir no divorciar-se i conformar-se amb la separació. La seva família més pròxima li va donar suport en la seva campanya.
La història de Pierre Seel també apareix en el documental Paragraph 175 que tracta sobre les deportacions d'homosexuals. A la seva volta per primera vegada a Alemanya, va rebre ovació entusiasta dempeus de 5 minuts en l'estrena del documental en la Berlinale.
| «                                                         | Quan acabo de passejar, torno a casa. Llavors encenc l'espelma que permanentment crema en la meva cuina quan estic només. Aquesta fràgil flama és la meva memòria a Jo. | » |
| — Paraules finals de Moi, Pierre Seel, déporté homosexuel | |   |